# Амедей I (граф Невшателя)

Графство Невшатель на карте Верхней Бургундии

Амедей I (фр. Amédée Ier de Neuchâtel; ум. 3 февраля 1286) — сеньор Невшателя с 1263/1264 года.
Сын Родольфа III Невшательского и его второй жены Сибиллы де Монфокон.

## Биография
Правил совместно с братьями — Ульрихом V (который считался старшим), Ришаром (ум. после 1290) и Генрихом (ум. 1278/82). Когда Ульрих V умер (не ранее 1277 года), его владения унаследовали Амедей I и Ришар.
В 1274 году умер двоюродный дядя Амедея епископ Базеля Генрих Невшательский, сын Ульриха III. Он завещал епископству свою должность бальи Бьенне (Биля), полученную от брата — графа Родольфа Нёвшательского (ум. 1255/57). Амедей I предъявил свои права на должность и связанные с ней земельные владения под предлогом того, что Генрих Невшательский пользовался ими в качестве апанажа и не имел права отчуждать. Однако король Рудольф Габсбург утвердил завещание епископа и в 1275 году даровал Билю городские привилегии. Так Невшательский дом лишился наследственной должности бальи, полученной в 1169 году от Фридриха I Барбаросса, и связанных с ней сеньориальных прав.

## Cемья
Амедей I с ок. 1270 года был женат на Жордане де ла Саррас, даме де Бельмон, дочери Эмона I де ла Сарраса. Дети:
- Родольф IV (Роллен) (1282—1343), граф Невшателя
- Гиллеметта (ум. 1317), графиня Монбельяра, с 1282 жена Рено Бургундского, графа Монбельяра
- Маргарита, аббатиса в Мегроже
- Сибилла
- Николь, монахиня
- Алексия, жена Ульрика де Торберга.